# 奧克蘭鎮區 (明尼蘇達州馬諾門縣)
奧克蘭鎮區（英語：Oakland Township）是位於美國明尼蘇達州馬諾門縣的一個行政鎮區。

## 地方資料
奧克蘭鎮區的面積為91.78平方千米，當中陸地面積為84.36平方千米，而水域面積為7.42平方千米。根據2020年美國人口普查的數據，當地共有人口226人，而人口密度為每平方千米2.46人。